# Chân dung vợ họa sĩ (Wojciecha Kossaka)

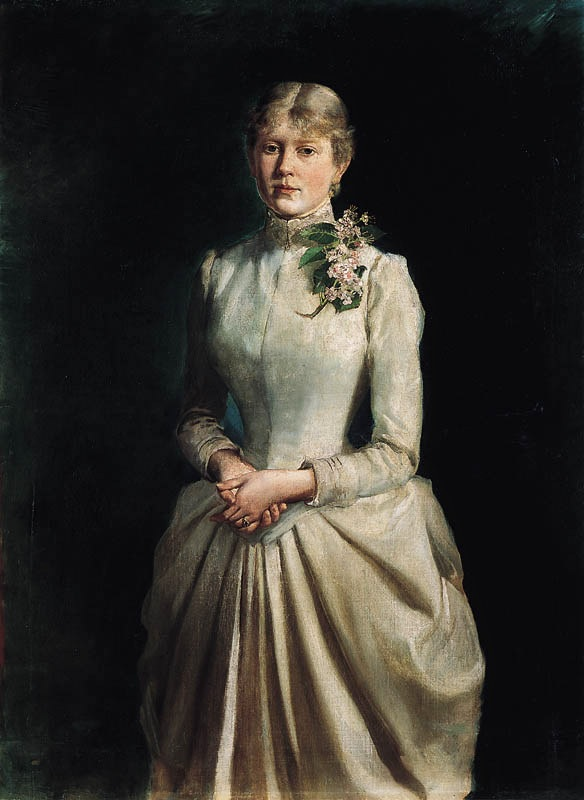
Chân dung vợ họa sĩ

Chân dung vợ họa sĩ (tiếng Ba Lan: Portret żony artysty) là một bức tranh sơn dầu do họa sĩ người Ba Lan Wojciech Kossak vẽ từ năm 1884, miêu tả bà Maria Anna Kisielnicka-Kossak.

## Lịch sử bức tranh
Maria Anna Kisielnicka xuất thân từ một gia đình địa chủ quý tộc. Bà trở thành vợ họa sĩ Wojciech Kossak vào ngày 16 tháng 7 năm 1884. Bức tranh được vẽ vào năm đầu tiên sau khi họ làm lễ đính hôn. Kossakowa khi đó chỉ mới 23 tuổi. Trong thời kỳ đầu của sự nghiệp, họa sĩ Kossak chủ yếu vẽ chân dung, sau đó ông mới quan tâm đến chủ đề quân sự và chiến đấu. Tác phẩm được sao chép lại trong hai ấn phẩm giới thiệu các tác phẩm hội họa của Kossak.  Ở mặt sau bức chân dung có một con tem minh họa tác phẩm hội họa nước Áo với dòng chữ: W KOLLER & Co | NACH: OLGER | IN WIEN | Ma[..] lul [...] strasse 45 | Silberne Medaille. 

## Mô tả bức tranh
Kossak khắc họa một người phụ nữ trẻ đương diện bộ váy nhẹ thanh thoát với cổ áo đứng và tay áo dài. Hai cánh tay đều hơi gấp lại, ở vị trí ngang eo, tư thế chắp hai bàn tay vào nhau. Trên ngón áp út của bàn tay trái đeo một chiếc nhẫn. Người phụ nữ nhìn người quan sát với ánh mắt trìu mến. Cành cây tươi với những bông hoa trắng quàng qua chiếc váy ở bả vai trái. Màu đen đồng nhất của nền có sự tương phản với độ trắng của trang phục và độ sáng của khuôn mặt nhân vật.